# Rusko-severokorejská státní hranice

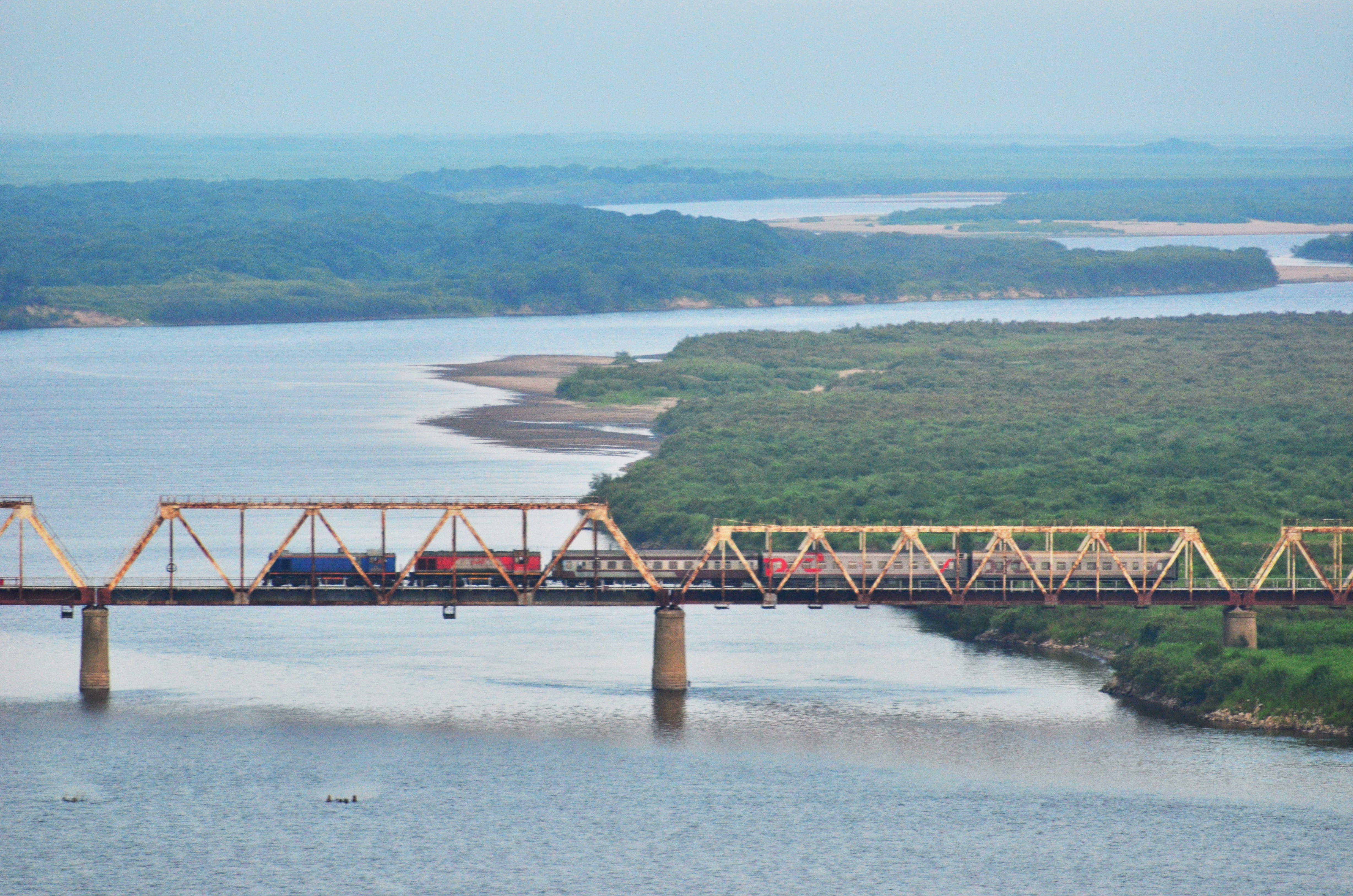
Mezinárodní osobní vlak přejíždějící Most korejsko-ruského přátelství přes řeku Tuman směrem z KLDR do Ruska

Rusko-severokorejská státní hranice je státní hranice mezi Ruskem a Severní Koreou. Táhne se v délce 19 km a probíhá v celé své délce řekou Tumannaja (korejsky Tuman). Je nejkratší státní hranicí obou sousedících států. Počíná od čínsko-rusko-severokorejského trojmezí a končí ústím řeky Tuman do Japonského moře.
Oficiálně byla rusko-korejská hranice ustanovena v roce 1861. Ihned se stala hranicí strategickou, protože izolovala Čínskou říši od přístupu k Japonskému moři. V rámci ukončení jednání o demarkaci čínsko-ruské státní hranice v roce 2005 získala Čínská lidová republika právo plavby po řece Tuman do Japonského moře a zpět. Plavbě však brání existence železničního mostu přes řeku mezi Ruskem a Severní Koreou.
Ruský břeh řeky Tuman je pozvolnější, než severokorejský, a řeka se tak posouvá směrem do ruského území.